# Yoyuteris palmamochensis
Yoyuteris palmamochensis är en insektsart som beskrevs av Ruíz-baliú och D. Otte 1997. Yoyuteris palmamochensis ingår i släktet Yoyuteris och familjen syrsor. Inga underarter finns listade i Catalogue of Life.